# Senyal (símbol)

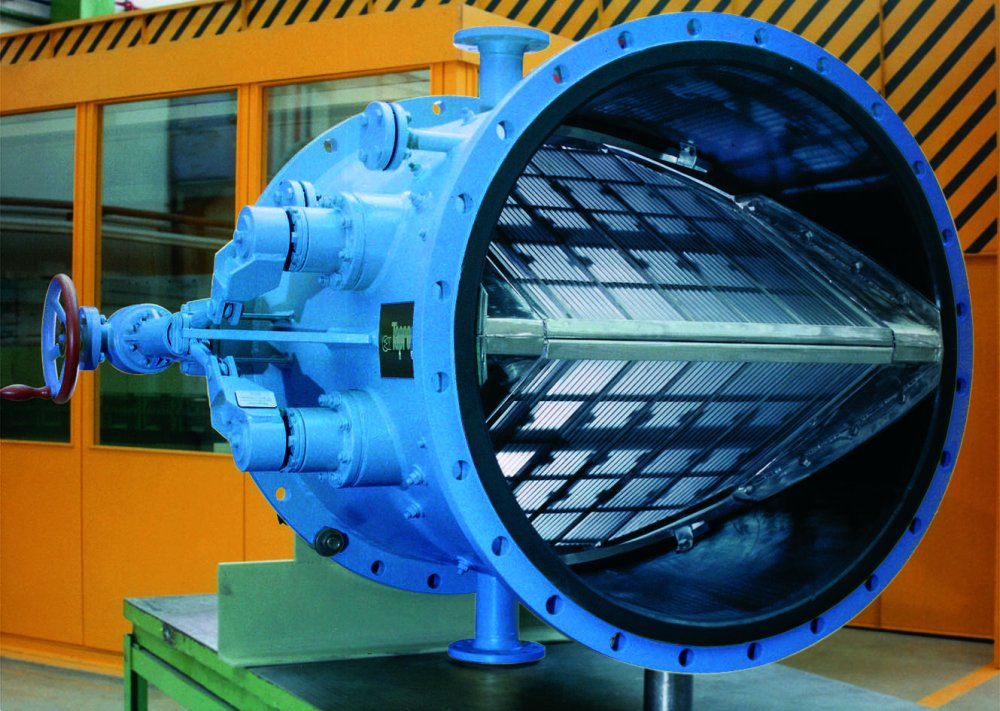
Focus per a comunicació mitjançant senyals lluminosos

Un senyal és un símbol, un gest o un altre tipus de signe que informa o avisa d'alguna cosa. El senyal substitueix per tant a la paraula escrita o al llenguatge. Obeeixen a convencions, pel que són fàcilment interpretades.
Quan es tracta de símbols, els senyals estan col·locats en llocs visibles i estan realitzades normalment en diversos colors i formes. En el cas dels gestos, són fetes per les persones mitjançant les mans i els braços. També hi ha indicacions consistents en banderes, utilitzades sobretot en la navegació marítima, i senyals lluminosos, com les dels fars a les costes.
Així mateix, un senyal pot ser també la variació d'un corrent elèctric o una altra magnitud física que s'utilitza per transmetre informació. Per exemple, en  telefonia hi ha diferents senyals, que consisteixen en un to continu o intermitent, en una freqüència característica, que permet conèixer a l'usuari en quina situació es troba la trucada.

## Tipus de senyals
- Senyals de seguretat
- Senyals de trànsit
- Senyals de banderes marítimes
- Senyals de tren
- Senyals analògics
- Senyals digitals
- Senyal (informàtica)
- Senyal (ajuda)
- Senyal d'higiene